# Goryphus alboscutellaris
Goryphus alboscutellaris là một loài tò vò trong họ Ichneumonidae.